# 승왕
승왕(僧王, 팔리어: Sangharaja 상가라자)은 많은 상좌부 불교 국가에서 수도회(니카야) 또는 전국 승단의 수장인 고위 승려에게 주어지는 칭호이다.
승왕의 지위는 나라와 시대에 따라 다양한 방법으로 부여되어 왔다. 어떤 경우에는, 승왕이 절대적인 수도승의 연공서열에 의해 결정되는데, 그 경우 승려로서 가장 많은 비를 보낸 이가 승왕이 된다. 다른 경우에는, 왕이 승왕 임명을 결정하는데, 특히 왕정이 불교와 밀접한 관련이 있는 동남아시아 국가들(예를 들어, 태국)에서는 왕에 의해 승왕이 임명될 수도 있다. 또는, 승왕이 승려나 평신도에 의해 반민주적으로 선택될 수도 있는데, 이는 일부 상좌부 공동체에서 승정을 선출하는 것과 유사하다.
승왕에 부여되는 권한과 책임 또한 상당히 다양할 수 있다. 전통적으로, 승단은 출가자에게 특정한 복종 의무를 부과하지 않았다. 출가자는 징계 규칙 위반에 대해 다른 출가자를 비판할 수 있고, 출가자는 다른 출가자 - 심지어 선배 승려 - 의 명령이나 권고를 따라지 않아도 된다. 실제로 출가하는 동안, 선배 승려에 대한 존경과 지역 사회의 기준은 종종 선배 승려들의 복종 요청에 중요한 자극을 제공하지만, 그러한 태도에 대한 전통적이거나 경전적인 요구는 없다. 대부분의 니카야에서는 주로 자치적이거나 기껏해야 같은 지역에 있는 하나의 큰 사찰에 의존한다.
이와 같이, 어떤 경우에도 승왕은 주로 불교 신앙의 핵심 인물이자 대변자일 뿐, 특별한 권위를 부여 받지 않았다. 명확하게 지정된 권위나 책임이 없더라도, 승왕은 종종 사회적 혹은 종교적 변화를 위해 승려와 평신도들을 동원하기 위해 자신과 그의 직무에 주어진 존경심을 사용함으로써 상하라자의 중요한 변화에 영향을 미칠 수 있다. 캄보디아의 프레아 마하 고사난다는 이러한 종류의 승왕의 예인데, 그는 지역 종교계에 영향력이 그가 휘둘렀을지도 모르는 어떤 사원적 권위를 훨씬 능가했다.
다른 경우에, 승왕은 국가 또는 지역 계층의 일부일 수 있는데, 이는 국가의 승왕에 더 큰 중요성을 지닌 문제들을 해결하는 책임이 있다. 태국 승왕은 시민 정부와 연합하여 이러한 틀에서 운영된다. 중앙의 종교 계층은 니카야 학교의 교육 과정, 경전과 의식을 위한 권위 있는 양식의 제정, 국가적으로 중요한 개혁 문제들과 같은 국가적이고 지역적인 중요성의 문제들을 담당하는데, 이는 대부분의 지역적인 결정들을 개별 사찰과 승단(승왕의 서품과 징계와 같은)의 재량에 맡긴다. 스리랑카에서는 지난 2세기 동안 이 자리에 임명된 승려가 없었기 때문에, 승왕의 자리는 현재 사라진 상태이다.

## 나라별 승왕

### 미얀마
전근대의 미얀마에서 승왕의 직함은 타하나빙(버마어: သာသနာပိုင်), 또는 공식적으로 마하상가라자(버마어: မဟာသံဃာရာဇာ)로 알려져 있다. 버마의 타하나빙은 1938년 영국 당국에 의해 폐지될 때까지 미얀마 승려들의 수장 역할을 했다.

### 스리랑카
스리랑카에서는 폴론나루와 왕국(13세기)부터 파라크라마바후 대왕에 의해 승왕직이 신설되었다. 처음에, 이 승왕 칭호는 또한 전국의 승가 공동체의 수장인 마하사미로 알려져 있다. 이 칭호를 가진 최초의 스리랑카 승려는 딤불라갈라 마하 카사파 마하 테오였다. 그러나 일부 자료는 파라크라마바후 6세에 의해  승왕직을 수여받은 토타가무웨 스리 라훌라 테라를 스리랑카의 초대 승왕으로 제시한다. 1753년에 키르티 스리 라자싱헤 왕에 의해 이 직위에 임명된 웰리비타 스리 사라난카라 테오는 스리랑카의 마지막 승왕이었다.

### 캄보디아
캄보디아와 옛 크메르 제국에서 승왕(크메르어: សង្ឃរាជ)은 왕이 임명한 원로 승려로, 국가 승원 친목회 중 하나를 이끌었다. 1855년부터 크메르 루주 시대가 시작될 때까지 승왕은 담마유티카 니카야의 캄보디아 지부를 위해 존재했고, 또 다른 승왕은 마하니카야를 위해 존재했다. 담마유티카 승단은 왕실과 더 가까운 관계를 누렸기 때문에, 크메르인 승려의 소수를 구성했음에도 불구하고 공식적으로 캄보디아에서 우위를 점했다.
크메르 루주 시기에 불교가 먼저 공식적으로 탄압받으면서 승왕의 역할은 사실상 사라졌다. 베트남이 지원하는 캄푸치아 인민공화국은 국민들의 지배 지지를 더 받기 위해 입장을 바꾸기 시작했고, 1981년 정부는 원로인 텝 봉을 새로운
승왕으로 임명하면서 두 니카야를 하나의 통일된 질서로 합쳤다.
1991년 망명에서 돌아온 시아누크 왕은 담마유티카 승단의 부르 크시 상하라자를 임명하여 캄보디아를 양가제로 복귀시켰다. 왕실이 캄보디아에서 더 이상 정부의 지위를 갖지 못함에 따라, 두 승단은 공식적으로 동등하게 되었다. 마하 니카야 승왕의 공식 직함은 삼데크 프레아 수메다디파티이고, 담마유티카 니카야 승왕의 공식 직함은 삼데크 프레아 수간다디파티이다.

### 태국
태국의 승왕(태국어: พระสังฆราช 상카랏)은 전통적으로 1782년에 근대 최초의 왕인 라마 1세에 의해 처음 신설되었다. 라마 5세의 치세인 1902년에 승가법이 통과된 이후, 이 직위는 마하 니카야의 다수 승단과 담마유티카 니카야의 소수 승단의 승려들을 번갈아 가며 서품하는 경향이 있었다. 후자는  몽쿠트 왕자가 라마 4세로서 왕위에 오르기 전에 바지라냐오라는 서품명을 가진 승정이었을 때 설립한 더 큰 승단에서의 개혁 운동으로 시작되었다.

### 라오스
라오스의 승왕은 전통적으로 라오스 국왕(루앙프라방 왕정)에 의해 임명되었다.

## 참고 문헌
- Bennett, Charles Henry Allan (November 1904). “The Thathanabaing”. 《Buddhism: A Quarterly Illustrated Review》 (Rangoon: International Buddhist Society) 1 (4): 177–208.
- Aung San Suu Kyi (2010). 《Freedom from Fear》. Penguin. ISBN 978-1-101-56400-4.
- Chandara, Lor (2006년 5월 25일). “Buddhist Head Becomes Great Supreme Patriarch”. 《The Cambodia Daily》. 2013년 11월 7일에 확인함.
- Ghosh, Parimal (2000). 《Brave Men of the Hills》. University of Hawaii Press. ISBN 978-0-8248-2207-1.
- Kaviratne, W.T.J.S. (2014년 2월 2일). “Thotagamuwe Sri Rahula Thero – Scholar monk par excellence”. 《Amazing Lanka》.
- Harris, Ian (2001). 《Buddhism and Politics in Twentieth-century Asia》. Continuum International Publishing Group. ISBN 0-8264-5178-0.
- Harris, Ian (August 2001a). “Sangha Groupings in Cambodia”. 《Buddhist Studies Review》 (UK Association for Buddhist Studies) 18 (I): 65–72.
- James, Helen (2005). 《Governance and Civil Society in Myanmar》. Psychology Press. 81–84쪽.
- Long, Edward E. (January 1906). “Order of the Yellow Robe”. 《Broad Views》 (Gay & Bird) 5 (25).
- Scott, J. George (1900). 《Gazetteer of Upper Burma and the Shan states》 (PDF) 2. Superintendent, Government Printing.
- Twomey, D.H.R. (January 1904). “The Thathanabaing, Head of the Buddhist Monks of Burma”. 《The Imperial and Asiatic Quarterly Review》 (Oriental Institute) XVII (33/34): 326–335.